# Torre Pallavicina
Torre Pallavicina (dialecte bergamasque et lombard : Tór Palaisina) est une commune italienne (italien : comune) de la province de Bergame (BG), dans la région de Lombardie, en Italie du Nord.

## Géographie

### Situation
Torre Pallavicina se situe dans la plaine bergamasque orientale, à environ 50 kilomètres à l'est de Milan, à environ 450 km au nord-ouest de Rome et à 38 kilomètres au sud-est de Bergame, à la limite des provinces de Brescia et de Crémone. Le village est situé sur les rives de l'Oglio et traversé par le Nouveau Canal Pallavicino (italien : Naviglio Nuovo Pallavicino). C'est la commune la plus méridionale de la province de Bergame.
Le village fait partie du fuseau horaire Heure d'Europe centrale (UTC+1) et Heure d'été d'Europe centrale (UTC+2), à l'heure d'été. Torre Pallavicina est classée en zone de sismicité 2 (sismicité moyenne, accélération maximale entre 1,5 et 2,5 m s−2).

### Hameaux
Torre Pallavicina comporte trois hameaux (italien : frazioni) : Villanuova, Torre et Santa Maria in Campagna (Lombardie).

### Communes limitrophes
Les communes limitrophes de Torre Pallavicina sont Fontanella, Orzinuovi (BS), Pumenengo, Roccafranca (BS) et Soncino (CR).

### Météorologie
Le 8 avril 2012, Torre Pallavicina subit le passage d'une trombe, qui détruit une maison. La commune est classée en zone climatique E. Le climat est subtropical humide (Cfa dans la classification de Köppen). Degrés-jours : 2 251.

## Démographie
Torre Pallavicina a 443 ménages (386 en 2001). La population a augmenté, durant la période 1991-2001, de 1,24 % par an, en moyenne, selon les chiffres des recensements décennaux de l'Institut national de statistique (Istat).
| 1861  | 1871  | 1881  | 1901  | 1911  | 1921  | 1931  | 1936  | 1951  |
| ----- | ----- | ----- | ----- | ----- | ----- | ----- | ----- | ----- |
| 1 475 | 1 646 | 1 556 | 1 745 | 1 870 | 2 073 | 1 841 | 1 804 | 1 802 |

| 1961  | 1971  | 1981 | 1991 | 2001  | 2004   | 2005  | 2008  | 2009  |
| ----- | ----- | ---- | ---- | ----- | ------ | ----- | ----- | ----- |
| 1 295 | 1 071 | 984  | 946  | 1 063 | 1 093, | 1 063 | 1 118 | 1 130 |

| 2010   | - | - | - | - | - | - | - | - |
| ------ | - | - | - | - | - | - | - | - |
| 1 138, | - | - | - | - | - | - | - | - |

En décembre 2010, la population de Torre Pallavicina compte 148 étrangers (13,0 % de la population), appartenant à 13 pays, dont 14 citoyens de l'Union européenne (9,5 % des étrangers) et sept citoyens d'Ukraine (5 % des étrangers). Il y a 572 femmes (50,3 %) et 566 hommes (49,7 %). La commune enregistre onze naissances (taux de natalité : 0,97 %), dont huit garçons (73 %) et trois filles (27 %). 
| Année | Hommes | Hommes         | Femmes | Femmes         |
| Année | Nombre | Proportion (%) | Nombre | Proportion (%) |
| 2002  | 519    | 48,7           | 547    | 51,3           |
| 2003  | 508    | 48,1           | 548    | 51,9           |
| 2004  | 511    | 48,1           | 552    | 51,9           |
| 2005  | 535    | 48,9           | 558    | 51,1           |
| 2006  | 535    | 48,4           | 570    | 51,6           |
| 2007  | 532    | 48,7           | 560    | 51,3           |
| 2008  | 552    | 49,4           | 566    | 50,6           |
| 2009  | 558    | 49,4           | 572    | 50,6           |
| 2010  | 566    | 49,7           | 572    | 50,3           |

La commune occupe, en 2004, la 5 981e place, en Italie. En 2011, l'âge moyen de la population est de 41,2 ans.
|              | Hommes         | Hommes | Femmes         | Femmes | Total          | Total |
| Nombre       | Proportion (%) | Nombre | Proportion (%) | Nombre | Proportion (%) |       |
| Célibataires | 250            | 47,0   | 217            | 38,8   | 467            | 42,8  |
| Marié(e)s    | 271            | 50,9   | 261            | 46,6   | 532            | 48,7  |
| Divorcé(e)s  | 3              | 0,6    | 2              | 0,4    | 5              | 0,5   |
| Veuf(ve)s    | 8              | 1,5    | 80             | 14     | 88             | 8,1   |

| Hommes       |                       |          |           |           |            |
|              |                       | 0-19 ans | 20-39 ans | 40-59 ans | 60-100 ans |
| Célibataires | Nombre Proportion (%) | 105 100  | 106 61,3  | 23 14     | 12 13      |
| Mariés       | Nombre Proportion (%) | -        | 67 39     | 134 83,8  | 70 78      |
| Divorcés     | Nombre Proportion (%) | -        | -         | 3 2       | -          |
| Veuf(s       | Nombre Proportion (%) | -        | -         | -         | 8 9        |
| Femmes       |                       |          |           |           |            |
|              |                       | 0-19 ans | 20-39 ans | 40-59 ans | 60-100 ans |
| Célibataires | Nombre Proportion (%) | 116 99,1 | 56 38     | 20 14     | 18 12      |
| Mariées      | Nombre Proportion (%) | 1 0,9    | 89 61     | 117 81,8  | 54 37      |
| Divorcées    | Nombre Proportion (%) | -        | -         | -         | 2 1        |
| Veuves       | Nombre Proportion (%) | -        | 1 0,7     | 6 4       | 73 50      |
| Total        |                       |          |           |           |            |
|              |                       | 0-19 ans | 20-39 ans | 40-59 ans | 60-100 ans |
| Célibataires | Nombre Proportion (%) | 221 99,5 | 162 50,8  | 43 14     | 30 13      |
| Marié(e)s    | Nombre Proportion (%) | 1 0,5    | 156 48,9  | 251 82,8  | 124 52,3   |
| Divorcé(e)s  | Nombre Proportion (%) | -        | -         | 3 1       | 2 0,8      |
| Veuf(ve)s    | Nombre Proportion (%) | -        | 1 0,3     | 6 2       | 81 34      |

| Hommes | Classe d’âge | Femmes |
| ------ | ------------ | ------ |
| 17     | 60 à 100 ans | 25,9   |
| 30,1   | 40 à 59 ans  | 25,5   |
| 32,5   | 20 à 39 ans  | 26,1   |
| 19,7   | 0 à 19 ans   | 20,9   |

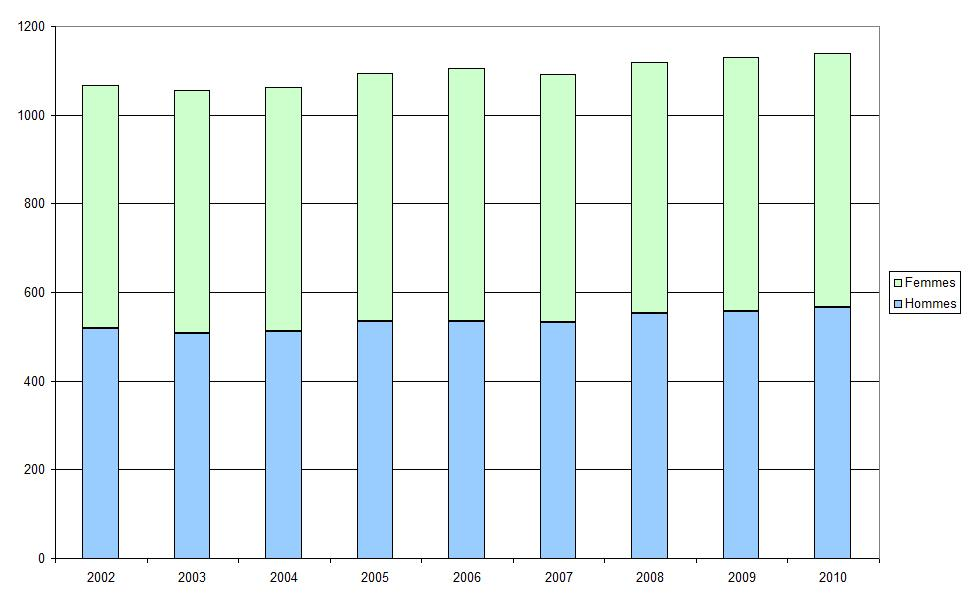
Évolution au cours des années 2000, de la répartition hommes-femmes.
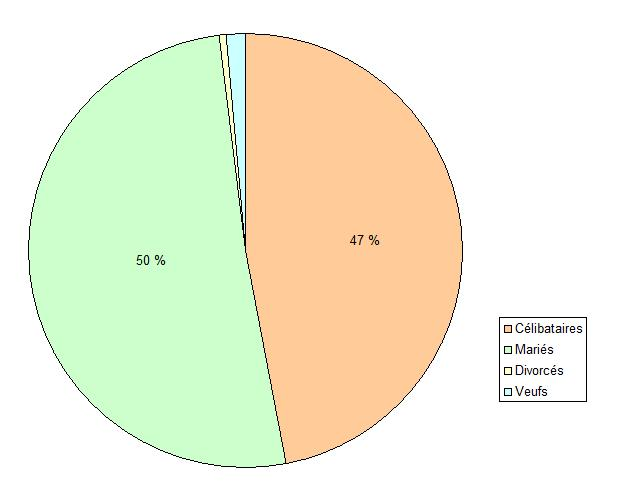
Statut marital de la population masculine.
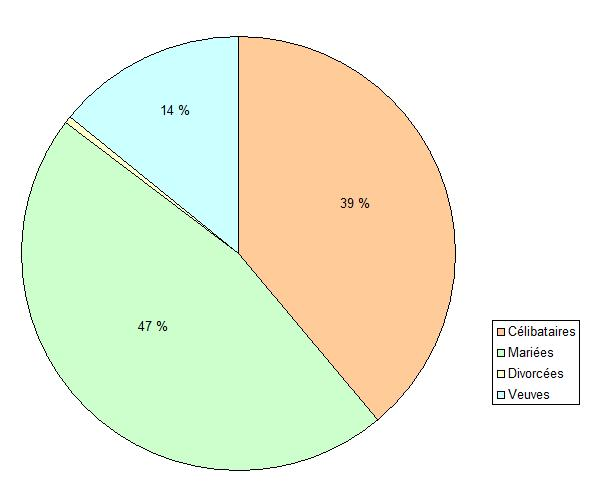
Statut marital de la population féminine.
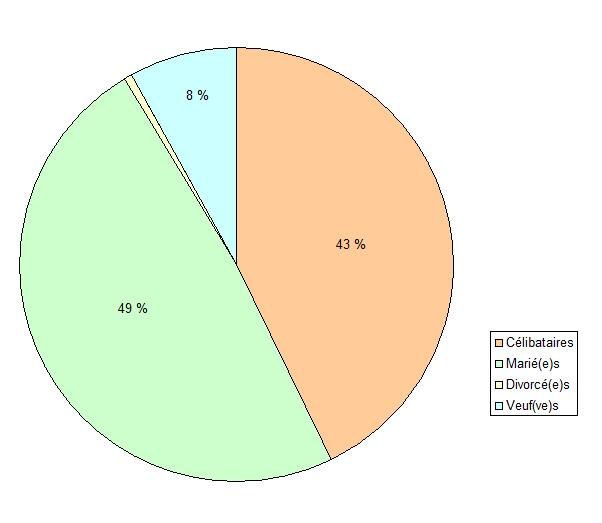
Statut marital de la population.
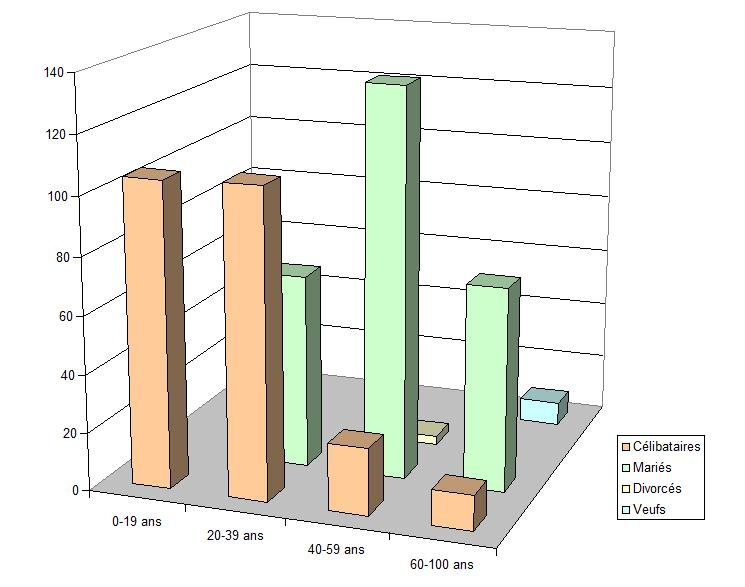
Statut marital, par tranche d'âge, de la population masculine.
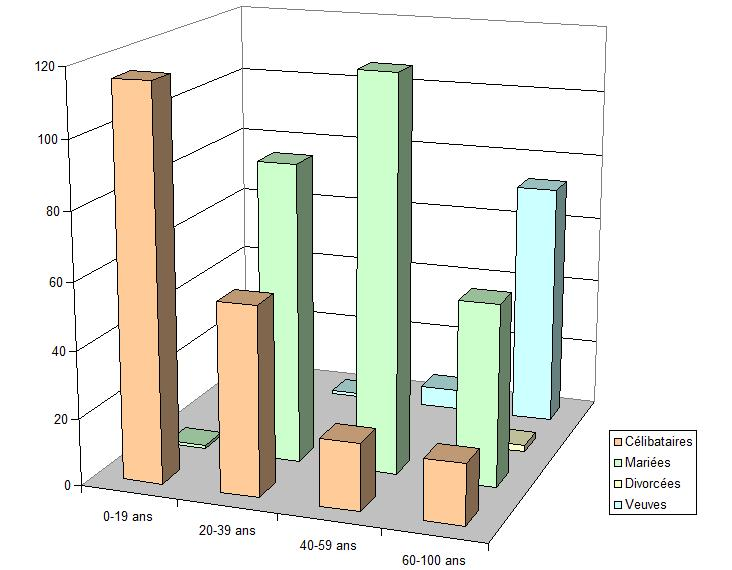
Statut marital, par tranche d'âge, de la population féminine.
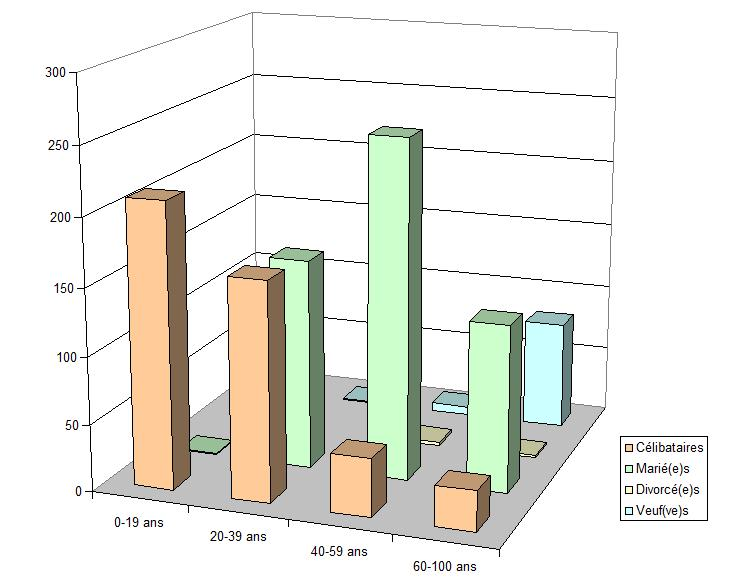
Statut marital, par tranche d'âge, de la population.

## Administration

Position de la commune dans la province de Bergame.

Le conseil municipal de Torre Pallavicina comporte treize membres. Le maire est assisté par un maire adjoint et deux assesseurs.
| Période                                  | Période     | Identité          | Étiquette                     | Qualité |
| ---------------------------------------- | ----------- | ----------------- | ----------------------------- | ------- |
|                                          |             | Vittore Paloschi  |                               |         |
| 14 mai 2001                              | 15 mai 2011 | Agostino Zanotti  |                               |         |
| 15 mai 2011                              | En cours    | Antonio Marchetti | Liste locale Obiettivo Comune |         |
| Les données manquantes sont à compléter. |             |                   |                               |         |

Les plaques d'immatriculation des véhicules portent les lettres BG.

## Histoire
Les rares informations sur l'histoire de Torre Pallavicina ne remontent pas au-delà du Moyen Âge. Avant cela, on suppose que le territoire a comporté de petites colonies durant de la période romaine, puisque le village a été initialement identifié sous le nom de Floriano, faisant probablement partie de ce qui était communément appelé Florianus vicus, une colonie romaine créée à la suite de l'opération de centuriation de la plaine bergamasque, à l'époque impériale.
À la fin de la domination romaine, le territoire devient faiblement peuplé, jusqu'à l'arrivée des Francs. Ceux-ci créent l'institution du Saint-Empire romain germanique, dont les dirigeants règnent sur les destinées du pays tout au long du Moyen Âge. Le vicus et le fond de Florianum sont mentionnés dans un document de 840. Dans un autre, remontant à 948, est cité le village de Valsorda, actuellement réduit à une seule ferme. Au Moyen Âge, la terre de Fiorano est détenue par le monastère féminin de Santa Giulia, à Brescia, puis par l'abbaye bénédictine masculine San Lorenzo, à Crémone.  
On sait que ces terres sont données en fief, en même temps que les régions environnantes, à l'évêque de Crémone, au XIe siècle. L'église romane des saints Nazario et Celso, dépendant de la paroisse de Calcio, remonte au XIIe siècle. La plaine bergamasque  orientale et la Calciana sont, dans les premières décennies du XIVe siècle, presque entièrement dépeuplées par les guerres, d'abord entre la papauté et l'Empire, puis entre les Guelfes et les Gibelins, guerres qui touchent particulièrement cette région frontalière entre les territoires de Bergame, Brescia et Crémone. 
Mais c'est avec l'arrivée de la seigneurie des Barbó, attestée à partir de 1070, que le village connait une période de notoriété, au cours de laquelle, dans le cadre des luttes de factions entre Guelfes et Gibelins, on juge nécessaire d'avoir de nombreux bâtiments fortifiés. En 1366, les terres de Calcio, Pumenengo et Fiorano sont achetées par Regina della Scala, épouse du duc Bernabo Visconti. Elle essaie, par tous les moyens, de les repeupler,grâce aux privilèges avantageux accordés par son mari à sa propriété.
En 1380, la duchesse revend la propriété : Calcio aux Secco, Pumenengo aux Barbò et Fiorano aux Covi et Cropelli. Les nouveaux propriétaires prennent tour à tour la tête du fief (connu sous le nom de Condominium de la Calciana), qui continue de jouir des privilèges et exemptions, ainsi que d'une large autonomie vis-à-vis de l'État central. 
Les seigneurs du village, appartenant au camp gibelin et liés avec les seigneurs Visconti de Milan, font construire, par Tristan Visconti, fils de Barnabé et successeur de Covo et Cropelli, une tour sur leurs terres. Celle-ci sert de belvédère sur les zones environnantes et la rivière Oglio, qui est, depuis toujours, une frontière entre différentes entités politiques. Le village prend le nom de Tour de Tristan (italien : Torre di Tristano). En 1484, Elizabeth, fille unique de Tristan Visconti, apporte en dot toute la propriété à son mari, le marquis Galeazzo Pallavicino. Le village prend le nom de Torre Pallavicina (Tour des Pallavicini). Au début du XVIe siècle, Adalberto Pallavicino fait construire, près de la tour, un splendide palais, probablement par des architectes qui travaillent ensuite à Mantoue. Il fait creuser le canal Pallavicino, qui, aujourd'hui encore, irrigue une grande partie de la haute plaine de Crémone.
Situé entre la république de Venise et le duché de Milan, le village appartient à une véritable zone franche, appelée Calciana. Il ne paie pas de taxes et possède sa propre administration. Et, comme dans toutes les régions frontalières, une importante contrebande est pratiquée, en dépit des lois strictes qui l'interdisent, sous peine de sanctions sévères. Pour les résidents, cela constitue une importante source de revenus.
L'exonération fiscale totale dure jusqu'au milieu du XVIIIe siècle. En 1796, lors de la conquête napoléonienne, le village revient à la République cisalpine. La nouvelle administration révoque tous les privilèges du village, qui est annexé au département dont Bergame est le chef-lieu, et est fusionné, sur le plan administratif, avec les villes voisines de Calcio et Pumenengo. Le régime du Condominum est supprimé et la Calciana et Gera d'Adda sont rattachés à Bergame.
Au XXe siècle, le village subit la crise du secteur agricole, sans qu'une évolution industrielle ne la compense. Il est relégué à un rôle marginal dans l'économie de la basse plaine de Bergame.

## Sites et monuments

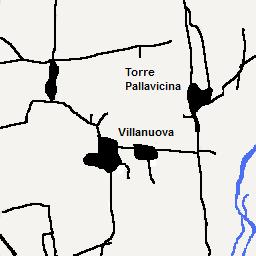
Plan de situation.

Dans la localité de Portici, sur le territoire de la commune, il y a une grande propriété campagnarde, avec un manoir de style néoclassique du XVIe siècle, connue sous le nom de Villa del Portico. À proximité, se trouve également l'église de l'Assomption de Marie (italien : Santa Maria Assunta), du XVIe siècle, restaurée au XXe siècle. Elle abrite des peintures des XVIIIe et [XIXe siècles et un grand retable de Solaro, représentant l'Assomption.
Dans le hameau de Torre, près du palais Barbó, la villa Olofredi est en mauvais état, malgré son passé glorieux. Le hameau de Villanuova accueille également le Musée de la civilisation paysanne (italien : Museo della Civiltà Contadina). Le Moulin d'en Bas conserve une ancienne roue à eau.

### Église Notre-Dame de Lorette
L'église dédiée à Notre-Dame de Lorette est, à l'origine, juste une petite chapelle, érigée, en 1621, par Vincenzo Molani, qui était meunier au « Moulin du bas », appartenant aux comtes Pallavicino et situé dans le quartier appelé « Le moulin » (italien : Il mulino) ou « Rive de la forêt » (italien : Riva del bosco), près de la rivière Oglio. Vincenzo Molani fait construire la chapelle à ses propres frais, en remerciement d'une faveur que lui a accordée la Sainte Vierge de Lorette. Il y fait peindre l'image de Notre-Dame de Lorette, entourée par des anges, avec saint Charles Borromée, à sa droite, et saint Vincent, de l'Ordre des Prêcheurs, à sa gauche. Quelques années plus tard, lorsque de nombreux fidèles commencent à venir vénérer l'image sacrée, le marquis Galeazzo Pallavicino fait construire une salle jouant le rôle de porche.
En août 1637, le marquis Pallavicino transmet, à l'évêque de Crémone, une demande pour construire une église qui permette d'accueillir le nombre croissant de fidèles attirés par les nombreuses grâces accordées par la Madone. L'évêque envoie Giovanni Maria Cassani, afin de recueillir des informations sur l'image miraculeuse, et, après en avoir vérifié l'exactitude, accorde la permission de construire une nouvelle église, le 24 mai 1638. La Madone est enfermé dans un sanctuaire de marbre, alors que les deux saints, peints à ses côtés sur la fresque, sont sacrifiés. La construction de l'église, conçue par Rinaldo Cambiaghi, est commencée par Adalberto, en 1638, et achevée par Alessandro Galeazzo.
En 1949, une famille de Torre fait don d'un nouvel autel, qui est consacré par l'évêque Giovanni Cazzani, le 16 août de cette même année. Il contient des ossements des saints Fermo et Rustico.

### Église de Sainte-Marie-des-Champs

#### Histoire
La paroisse de Sainte-Marie-des-Champs (italien : Santa Maria in Campagna ) est créée, en 1478, alors que Béatrice d'Este, après la mort de son mari, Tristan Sforza, s'installe à Portico avec sa fille Elizabeth Catherine. Elle demande à l'évêque de Crémone de nommer un aumônier-curé pour la petite église de Sainte-Marie-des-Champs, avec juridiction sur Portico, Torre et Villanuova, qui se séparent donc définitivement de la paroisse de Gallignano. Le 12 janvier 1478, l'évêque de Crémone, Giacomo della Torre, fonde la paroisse de Sainte-Marie-des-Champs.

Le Père Giovanni Guglielmo dè Pisoni, de Fontanella, appartenant à l'Ordre des Ermites de saint Augustin, est nommé aumônier-vicaire de la nouvelle paroisse. En 1534, le comte Adalberto Pallavicino fait don, à la Congrégation des Servantes de Marie, d'un emplacement appelé « Sainte-Marie-des-Champs », avec l'obligation de construire une église et un couvent, d'exercer le soin des âmes et d'entretenir suffisamment de prêtres pour la célébration des offices. Les Frères Servites de Marie, transférés de Brescia à Santa Maria in Campagna, démolissent l'ancienne église et commencent la construction de l'actuelle église paroissiale. Elle est achevée en 1590, ce que rappelle la date gravée sur une plaque, apposée sur la façade de l'Église. Celle-ci porte l'inscription :

« Toi qui cherche le ciel, entre dans le temple du Seigneur
Dédié à la Vierge en 1590, »

L'évêque Cesare Speciano, au cours de sa visite pastorale, faite en 1601, donne la description de l'édifice. Il indique que l'église a une nef, est claire et décemment pavée, avec une façade décorée et sans vestibule. À l'arrière, le chœur, éclairé par deux baies vitrées, est séparé de la nef par un arc plus bas que le plafond et accueille le chœur des Frères. Le maître-autel, au-dessus de quatre marches, est placé contre le mur du fond. À droite et à gauche, il y a quatre chapelles, avec des autels. Deux autres autels sans chapelle sont placés sur les côtés menant au sanctuaire. La sacristie et le clocher sont situées à la droite de la chapelle principale. Les frères accèdent à l'église par un escalier, conduisant du couvent au clocher, et, de là, à la sacristie. 
Le cimetière se trouve devant l'église. En 1601, il était encore dépourvu de tombes, car les sépulcres placés à l'intérieur de l'église suffisaient aux besoins de la population.
En 1830, Cesare Martire Capredoni fait ajouter deux travées à la nef et fait construire le balcon de l'orgue. En 1904, Alessandro Nespoli fait abattre l'arc séparant le chœur de la nef et agrandir le chœur de l'autel. Une élégante coupole, peinte par G. B. Jemoli, est ajoutée. Vers 1910, le chœur, derrière l'autel, est agrandi. Le vieux clocher, bas et informe, est démoli et un nouveau campanile est construit sur le côté gauche de l'église. La sacristie est aussi agrandie.
En 1924, Giuseppe Rebessi commande, au peintre milanais Mario Albertella, la décoration de la voûte, avec des médaillons représentant des épisodes de la vie de Jésus auxquels participe Marie. Les prophètes sont représentés sur les panneaux et divers saints sur les murs de certaines chapelles. L'année 1931 voit le rehaussement de la façade de 2,20 mètres. Tous les éléments architecturaux et décoratifs sont rénovés, seule est conservée la pierre qui forme les montants du portail central. Ces travaux sont décidés par Giacomo Canevisio.
En 1990, à la demande de Rinaldo Salerno, la restauration de l'église est entreprise. Les balustrades sont ôtées, le chœur est allongé vers la nef et l'autel et la chaire sont mis aux nouvelles normes liturgiques, établies par le concile Vatican II. En même temps, les peintures de Geroldi di Crema, qui se trouvent dans le sanctuaire, sont restaurées, ainsi que la nef et toutes les chapelles latérales, fortement abimées par l'humidité. Les travaux sont effectués par la société Ars studio, d'Orio al Serio. Les dernières modifications ont lieu en 2001, lorsque le curé Silvio Soldo commande la restauration du chœur, construit en 1874 par un artisan local, Oreste Roccatagliata, dans son emplacement d'origine.

#### Description
La façade, orientée à l'ouest, est de style Renaissance. Elle a été restaurée en 1931. Le portail central, en pierre, remonte à 1590, ce que rappelle la plaque au-dessus du linteau. Une corniche divise la façade en deux ordres. 
Dans la partie basse, le portail central est encadré par quatre petites portes, deux de chaque côté, chacune d'elles surmontée d'une niche. Les niches extrêmes sont vides et les niches centrales abritent chacune une statue de saint : saint Paul à gauche, saint Pierre à droite. Saint Paul tient dans ses mains une épée et un livre. L'épée est l'arme avec laquelle l'apôtre a été décapité, mais symbolise aussi la parole de Dieu. Le livre que le saint tient dans l'autre main rappelle que celui-ci est l'auteur de quelques épîtres, très importantes pour les chrétiens. Saint Pierre tient, dans ses mains, les clefs, symbolisant le pouvoir que lui a conféré Jésus d'« ouvrir » ou « fermer » les portes du pardon et de la grâce de Dieu.
La partie supérieure de la façade se rétrécit et se réduit à la seule partie délimitée par les deux grands pilastres principaux. Au centre, une rosace représente Dieu le Père. Au-dessus, un bas-relief en marbre, de 150 cm de long et 100 cm de haut, représente l'Annonciation. Il est l'œuvre du sculpteur Ferraroni, de Crémone. Le campanile est situé sur le côté gauche, à l'arrière de l'église.
Juste après la porte d'entrée, un espace est délimité par deux grands piliers de granit, supportant le balcon de la chorale liturgique et de l'orgue. À gauche, une salle abrite de beaux fonts baptismaux en marbre blanc. À droite, l'emplacement correspondant est occupé par un petit placard. La nef voûtée est percée de cinq chapelles de chaque côté. Au fond, l'autel, la table, le lutrin et le chœur constituent le sanctuaire, orné de tableaux de grande valeur.
Le sanctuaire est surmonté d'un dôme, peint à fresque par G. B. Jemoli. On remarque une couronne baroque en bois peint et doré, accrochée dans l'abside. La voûte de la nef est ornée de six médaillons représentant les mystères de la vie de Jésus, par le peintre Mario Albertella.

### Palais Barbó
Le hameau (italien : frazione) de Torre abrite le Palais Barbó (italien : Palazzo Barbó), un imposant bâtiment du XVIe siècle, construit sur des plans de l'architecte Antonio Campi. Il est décoré de fresques d'Antonio, Giulio et Bernardino Campi. Parmi celles-ci, on note les deux fresques des Amori degli dei, peintes par Antonio Campi, en 1557. Celles-ci sont constituées d'un cartouche entouré d'une paire de divinités assises sur un cartouche plus grand, décoré de guirlandes et de masques. Elles sont inspirées par la collection de François Ier et proches, dans l'interprétation du modèle, de l'esprit de Lelio Orsi. Antonio Campi est également l'auteur, la même année, d'une Cleopatra.
Le Palais Barbó sert maintenant d'espace de réception et peut accueillir jusqu'à 500 personnes, dont 160 dans les cinq salons pavés de marbre.
Dans le parc du palais, de grandes dimensions (25 000 m2), il y a la Tour de Tristan (italien : Torre di Tristano), datant du XVe siècle et œuvre de Tristan Sforza. L'objectif de cette construction était de permettre une surveillance plus facile des voies de communication et de navigation.

## Environnement
Torre Pallavicina est une des 34 communes membres du Parc de l'Oglio nord. Le Moulin du Bas (italien : Mulino di Basso) abrite le Centre forestier et de veille écologique.

## Personnalité originaire de la commune
- Valerio Bianchini.

## Culture
Torre Pallavicina possède une bibliothèque.

## Logement
Le prix des appartements, à Torre Pallavicina, est de l'ordre de 1 700 €.m−2, en 2012. En 2001, la commune compte 401 habitations.

## Économie
En 2009, le revenu annuel moyen par habitant est, à Torre Pallavicina, de 8 611 euros. En 2001, 218 habitants ont un emploi (taux d'emploi : 20,5 %).
|                | Nombre d'entreprises | Nombre d'actifs | Proportion de la population active (%) |
| Industrie      | 39                   | 166             | 76,2                                   |
| Services       | 14                   | 22              | 10                                     |
| Administration | 1                    | 3               | 1                                      |
| Autres         | 10                   | 27              | 12                                     |

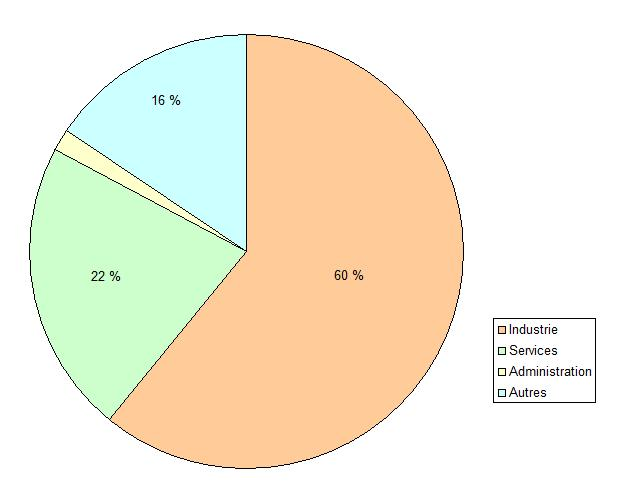
Entreprises par secteur d'activité.
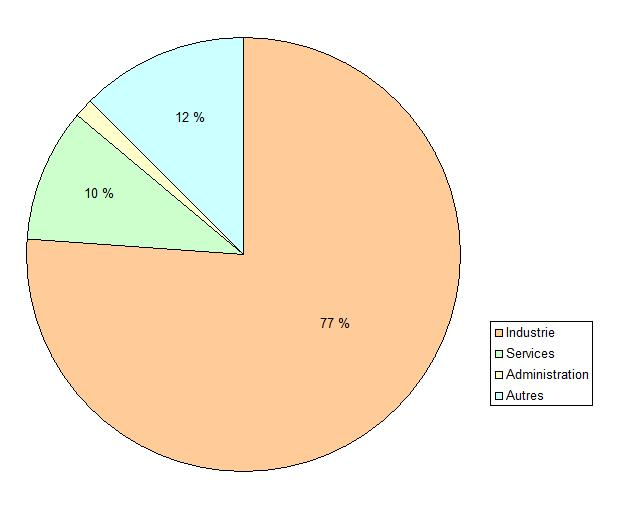
Emploi par secteur d'activité.

## Transports
L'aéroport le plus proche de Torre Pallavicina est celui de Bergame-Orio al Serio, à 28,6 km[réf. nécessaire]. La gare ferroviaire la plus proche est celle de Bornato-Calino, à 19,4 km.